# Lista colegiilor universitare din Oxford
Lista colegiilor universitare din Oxford
- All Souls College	(1438)
- Balliol College	(1263)
- Brasenose College	(1509)
- Christ Church College	(1546)
- Corpus Christi College	(1517)
- Exeter College	(1314)
- Green Templeton College (2008)
- Harris Manchester College	(1786, colegiu al universității din 1996)
- Hertford College	(1282)
- Jesus College	(1571)
- Keble College	(1870)
- Kellogg College	(1990, colegiu al universității din 1994)
- Lady Margaret Hall	(1878)
- Linacre College	(1962)
- Lincoln College	(1427)
- Magdalen College	(1458)
- Mansfield College	(1886, colegiu al universității din 1995)
- Merton College	(1264)
- New College	      (1379)
- Nuffield College	(1958)
- Oriel College	(1326)
- Pembroke College	(1624)
- Queen's College	(1341)
- Reuben College	(2019)
- St Anne's College	(1878)
- St Antony's College	(1950, colegiu al universității din 1963)
- St Catherine's College	(1963)
- St Cross College	(1965)
- St Edmund Hall	(1226, colegiu al universității din 1957)
- St Hilda's College	(1893)
- St Hugh's College	(1886)
- St John's College	(1555)
- St Peter's College	(1929)
- Somerville College	(1879)
- Trinity College	(1554)
- University College	(1249)
- Wadham College	(1610)
- Wolfson College	(1966, colegiu al universității din 1981)
- Worcester College	(1714)